# Belmont (Nevada)
Belmont es un área no incorporada ubicada en el condado de Nye en el estado estadounidense de Nevada.

## Geografía
Belmont se encuentra ubicado en las coordenadas 38°35′33″N 116°52′16″O / 38.59250, -116.87111.